# Пароль (відеоігри)
Пароль або код (англ. password) — у відеоіграх спосіб збереження досягнутого прогресу або його частини для того, щоб згодом можна було повернутися і продовжити гру в точці, описаній паролем. Зазвичай пароль надається гравцеві після проходження рівня перед початком наступного, і після закінчення сеансу гри користувач може скористатися паролем для того, щоб почати гру не з початку, а з рівня, відповідного паролю.

## Опис
Пароль не дозволяє зберегти багато інформації про стан гри, тому збереження за допомогою пароля найчастіше переміщає гравця в потрібну точку, але не відновлює знайдених предметів, екіпірування та іншої докладнішої інформації. Прикладом гри з такими властивостями є Chip's Challenge 1989 року. Інші ігри можуть генерувати складніші та довші паролі, зберігаючи більше інформації та точніше відновлюючи стан гри на момент збереження. У міру зростання складності ігрового світу розмір пароля стає таким, що його використання стає недоцільним.
Типовий розмір пароля становить близько 20 символів. При наближенні цього числа до 50-100 використання пароля стає непрактичним.
Історично паролі як засіб збереження стану гри широко використовувалися в технології для ігрових консолей і домашніх комп'ютерів, оскільки в них не було можливості або було непрактично використовувати зовнішню пам'ять. 
Іноді система паролів була вимушеним заходом для збереження стану проходження під час портування ігор зі систем, які підтримують збереження на зовнішній носій, на системи, які такого не мали. Наприклад, складна і тривала гра Metroid, що спочатку виходила для Famicom Disk System у Японії, при портуванні на NES втратила можливість зберігати стан на дискету, внаслідок чого розробники змушені були впровадити систему паролів.
У платформерах та головоломках часто не зберігається жодних даних, крім досягнутого рівня — для них може використовуватися статичний пароль.

## Особливості застосування
Переваги використання паролів:
- збереження пароля не вимагає носія інформації (пароль зберігає гравець, не потрібно залучати ППЗП) або доступу до енергозалежної пам'яті, розробки окремої підсистеми збережень (меню вибору, набір файлів тощо).
- гравці можуть ділитися інформацією один з одним і таким чином отримувати доступ до локацій, до яких вони не діставалися самостійно; це ж стосується відкриття секретних предметів, нових здібностей тощо;
- гравці можуть самостійно вибирати місце продовження гри або запускати гру з будь-якого місця, на якому отримано пароль.

Недоліки:
- оскільки пароль не може зберегти багато даних, то гравець найчастіше втрачає подробиці стану гри, як сприятливі для нього (зароблені життя, знайдені предмети), так і несприятливі (наприклад, пошкодження зі втратою очків здоров'я);
- якщо гравець втратить записи з паролями, йому доведеться проходити все заново;
- можливі помилки під час записування або введення паролів;
- неможливість використання паролів для складних ігор, наприклад, таких жанрів, як рольові або стратегії;
- неможливість збереження для різних цілей, наприклад, для таблиці рекордів.

У деяких випадках пароль піддавався добору. Наприклад, у грі Banana Prince є всього 65 536 можливих паролів, з яких 1680 діють, і, відповідно, користувач має шанс підібрати коректний пароль у ≈2,5 % випадків. Якщо розробники гри не шифрують паролів, гравці можуть підбирати можливі комбінації після проходження частини гри. Наприклад, якщо гравець проходить той самий рівень двічі, і отримує різні паролі, то на підставі цього може спробувати зрозуміти, як він формується. Так, у грі The Last Courier пароль містив 8 символів: у 2 перших з них записувався час проходження, 4 наступні визначали рівень як перші літери назви міста (де відбувалася дія), і ще 2 символи кодували наявне спорядження. Розібравшись, як формується пароль, гравець міг почати гру з будь-якого рівня з будь-яким часом проходження та спорядженням.